# Annamari Danča
Annamari Mychajlivna Čundak, coniugata Danča (in ucraino Аннамарі Михайлівна Чундак-Данча?; Onokivtsi, 26 marzo 1990), è un'ex snowboarder ucraina, specializzata in slalom gigante parallelo e slalom parallelo.

## Biografia
Specializzato in slalom gigante parallelo e slalom parallelo e attiva a livello internazionale dal dicembre 2005, la Danča ha debuttato in Coppa del Mondo il 13 ottobre 2006, giungendo 40º a Landgraaf. Ai Campionati mondiali di snowboard 2019 ha vinto la medaglia d'argento nello slalom parallelo.
In carriera ha preso parte a tre rassegne olimpiche e a otto iridate.

## Palmarès

### Mondiali
- 1 medaglia:
  - 1 argento (slalom parallelo a Park City 2019)

### Mondiali juniores
- 1 medaglia:
  - 1 oro (slalom gigante parallelo a Snow Park 2010)

### Universiadi invernali
- 2 medaglie:
  - 2 argenti (slalom gigante parallelo a Erzurum 2011 e ad Almaty 2017)

### Coppa del Mondo
- Miglior piazzamento nella Coppa del Mondo di parallelo: 18º nel 2020
- Miglior piazzamento nella Coppa del Mondo di slalom gigante parallelo: 16º nel 2020
- Miglior piazzamento nella Coppa del Mondo di slalom parallelo: 19º nel 2022

### Coppa Europa
- 14 podi:
  - 6 vittorie
  - 3 secondi posti
  - 5 terzi posti

#### Coppa Europa - vittorie
| Data            | Luogo        | Paese    | Disciplina |
| --------------- | ------------ | -------- | ---------- |
| 27 marzo 2009   | Isola 2000   | Francia  | PGS        |
| 15 marzo 2010   | Protasiv Jar | Ucraina  | PSL        |
| 12 marzo 2011   | Protasiv Jar | Ucraina  | PSL        |
| 6 febbraio 2021 | Lenzerheide  | Svizzera | PSL        |
| 22 gennaio 2022 | Bukovel      | Ucraina  | PGS        |
| 29 gennaio 2023 | Simonhöhe    | Austria  | PGS        |

Legenda:

PGS = Slalom gigante parallelo

PSL = Slalom parallelo